# Luis de Souza Ferreira
Luis de Souza Ferreira Huby (Lima, 6 de octubre de 1908-Callao, 29 de septiembre de 2008) fue un futbolista e ingeniero civil peruano. Jugaba en la posición de delantero. Fue uno de los fundadores del Club Universitario de Deportes. Fue el primer futbolista peruano en anotar un gol en una Copa Mundial de Fútbol, en el minuto 75, midió con precisión su ubicación ante un desborde de su compañero Pablo Pacheco por la banda derecha. Desplazándose en paralelo, se ubicó en el área para poder empalmar de volea, con pierna derecha, un remate que se hizo imposible para el golero rumano Ion Lapusneanu, en el encuentro del seleccionado peruano frente a la selección de Rumania.

## Biografía
Luis de Souza Ferreira nació en Lima el 6 de octubre de 1908. Hijo de Enrique de Souza Ferreira y Gutiérrez de Caviedes y de Eloisa Huby Prieto.
Hizo sus estudios escolares en el Colegio San Agustín. De profesión ingeniero civil, hizo sus estudios universitarios en la antigua Escuela de Ingeniería. Falleció en su residencia del distrito de La Punta, Callao, el 29 de septiembre de 2008.

## Trayectoria
Comenzó a jugar en la Federación Universitaria de Fútbol, hoy Club Universitario de Deportes, en 1926. Formó parte del equipo crema que participó por primera vez en el Campeonato Peruano de Fútbol en 1928. Jugó el primer clásico del fútbol peruano, colaborando en la obtención del primer campeonato de Universitario de Deportes en 1929. También se alzó con el título de campeón en 1934. Posteriormente fue también miembro de la junta directiva de la U, segundo vicepresidente del club durante la gestión de Mario de las Casas, dando su aporte al construir el muro periférico del Estadio Lolo Fernández, además de otras de sus instalaciones.

## Selección nacional
Fue internacional con la selección de fútbol del Perú. Fue convocado por el entrenador Francisco Bru para participar en la Copa Mundial de Fútbol de 1930, disputada en Uruguay, siendo eliminados en la primera fase tras no conseguir victorias.

### Participaciones en Copas del Mundo
| Mundial                        | Sede    | Resultado    | Partidos | Goles | Prom. |
| ------------------------------ | ------- | ------------ | -------- | ----- | ----- |
| Copa Mundial de Fútbol de 1930 | Uruguay | Primera fase | 2        | 1     | 0.50  |

## Clubes
| Club                      | País | Año       | Partidos | Goles |
| ------------------------- | ---- | --------- | -------- | ----- |
| Universitario de Deportes | Perú | 1926-1934 | 60       | 19    |

## Palmarés

### Campeonatos nacionales
| Título                       | Club                      | País | Año  |
| ---------------------------- | ------------------------- | ---- | ---- |
| Campeonato Peruano de Fútbol | Universitario de Deportes | Perú | 1929 |
| Campeonato Peruano de Fútbol | Universitario de Deportes | Perú | 1934 |